# Ischionodonta torquata
Ischionodonta torquata är en skalbaggsart som först beskrevs av Louis Alexandre Auguste Chevrolat 1859.  Ischionodonta torquata ingår i släktet Ischionodonta och familjen långhorningar. Inga underarter finns listade i Catalogue of Life.